# Шоу, Кэти
Не следует путать с полной тёзкой Кэти Шоу (англ. Katie Shaw), другой канадской кёрлингисткой, много более молодой, которая играла за Канаду на юниорском чемпионате мира 2022.
Кэ́трин (Кэ́ти) Шо́у (англ. Catherine "Cathy" Shaw, урожд. Кэ́трин (Кэ́ти) Пидза́рко, англ. Catherine "Cathy" Pidzarko; род. 1953, Виннипег) — канадская кёрлингистка.
Чемпионка Канады среди женщин, двукратная чемпионка Канады среди юниоров.
Играла на позициях третьего и четвёртого. Несколько сезонов была скипом своей команды.

## Достижения
- Чемпионат Канады по кёрлингу среди женщин: золото (1978), серебро (1983).
- Чемпионат Канады по кёрлингу среди юниоров: золото (1972, 1974).

## Команды
| Сезон   | Четвёртый     | Третий               | Второй              | Первый              | Турниры             |
| ------- | ------------- | -------------------- | ------------------- | ------------------- | ------------------- |
| 1971—72 | Крис Пидзарко | Кэти Пидзарко        | Beth Brunsdon       | Barbara Rudolph     | ЧКЮ 1972            |
| 1973—74 | Крис Пидзарко | Кэти Пидзарко        | Пэтти Вендекеркхове | Barbara Rudolph     | ЧКЮ 1974            |
| 1977—78 | Кэти Пидзарко | Крис Пидзарко        | Айрис Армстронг     | Пэтти Вендекеркхове | ЧК 1978             |
| 1979—80 | Кэти Шоу      | Donna Alexander      | Lee Brooks          | Marilyn Paradis     | ЧК 1980 (6 место)   |
| 1981—82 | Кэти Шоу      | Karen Jones          | Сандра Риппель      | Donna Martineau     | ЧК 1982 (5 место)   |
| 1982—83 | Кэти Шоу      | Кристин Юргенсон     | Сандра Риппель      | Пенни Райан         | ЧК 1983             |
| 1986—87 | Крис Мор      | Кэти Шоу             | Chris Gervais       | Sheila Kavanagh     | КООК 1987 (6 место) |
| 2012—13 | Мэрилин Бодо  | Kathy Chittley-Young | Lindy Marchuk       | Кэти Шоу            |                     |
| 2014—15 | Кэти Шоу      | Twyla Gilbert        | Rosemary Gowman     | Katie Neil          |                     |

(скипы выделены полужирным шрифтом)

## Частная жизнь
Её сестра-близнец Крис Скейлина (урожд. Крис Пидзарко) — тоже кёрлингистка, они в одной команде выиграли два чемпионата Канады среди юниоров и чемпионат Канады 1978.